# Friedenskirche (Ratheim)

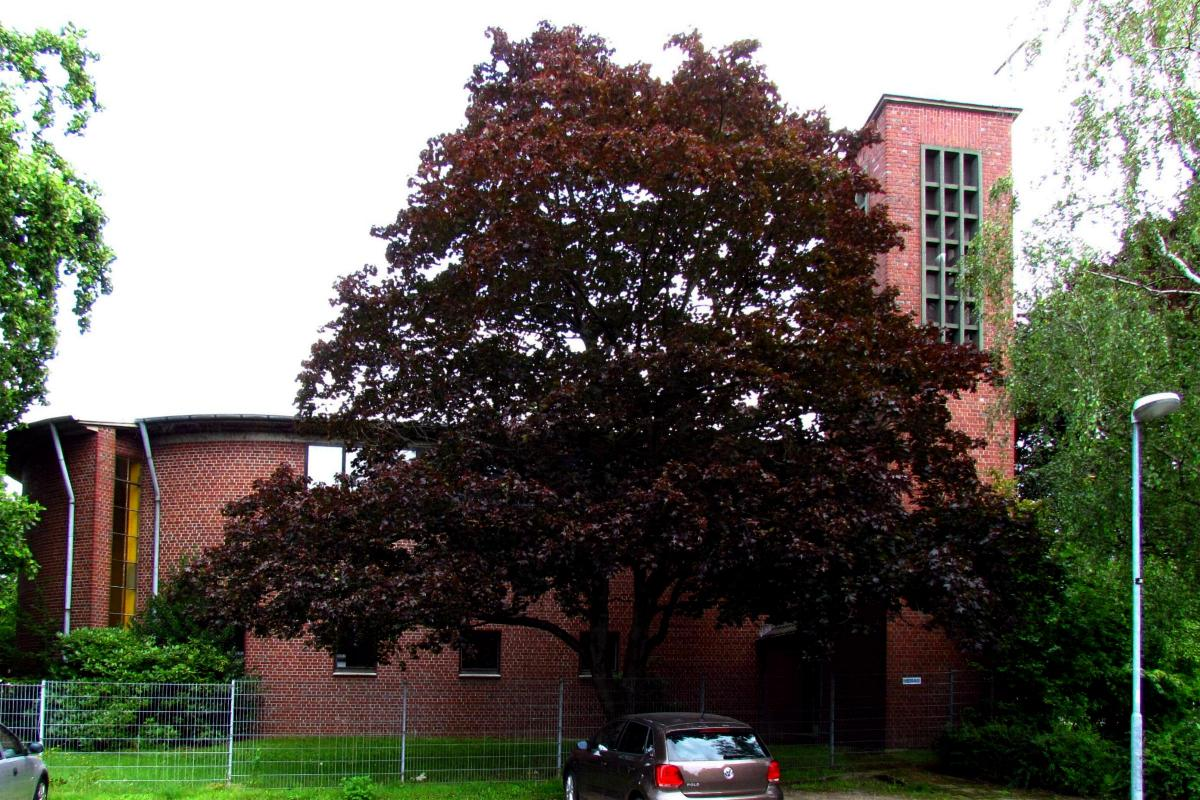
Friedenskirche Ratheim von Südwesten (2015)

Die evangelische Friedenskirche im Ortsteil Ratheim der nordrhein-westfälischen Stadt Hückelhoven gehört zur Kirchengemeinde Ratheim–Gerderath im Kirchenkreis Jülich der Evangelischen Kirche im Rheinland. Die Friedenskirche Ratheim befindet sich an der namensgebenden Friedensstraße 5.

## Geschichte
Nach dem Ende des Zweiten Weltkrieges und der Aufnahme von Vertriebenen aus den ehemaligen deutschen Ostgebieten wuchs die Diasporagemeinde Wassenberg von 800 Einwohnern im Jahr 1946 auf 3600 Einwohner im Jahr 1960 an. Damit einhergehend wurde der Bau von drei neuen Kirchen notwendig und beschlossen, jedoch mangelte es an Finanzmitteln und Hindernisse verzögerten den bereits seit dem Jahr 1956 geplanten Baubeginn.
Die ehemalige Leitung der Landeskirche mit dem Präses, Professor Dr. Dr. Beckmann genehmigte die Bildung einer neuen selbständigen Kirchengemeinde Ratheim mit Gerderath und somit wurde der Baubeginn der Kirche am 31. Juli 1960 mit der Grundsteinlegung der Friedenskirche in Ratheim gefeiert.

### Baugeschichte
Die nach den Entwürfen von Architekt und Bauleiter Harald Noelte, Ratheim errichtete Kirche mit einem Jugendfreizeitheim wurde am 17. Dezember 1961 feierlich eingeweiht und zum Weihnachtsfest im gleichen Jahr wurde bereits der erste Gottesdienst gehalten. Die feierliche Ansprache zur Einweihung wurde von Synodalassessor Pfarrer Kreip, Superintendent des Kirchenkreises Jülich, sowie Pfarrer Drobny (Geilenkirchen), Pastor loci Pfarrer Martin Grunwald (Wassenberg) und dem Kirchmeister Heinrich Mäurer (Garsbeck) mit dem Psalm Der Herr aber spricht: An welchem Ort ich meines Gedächtnis stiften werde, da will ich zu Dir kommen und Dich segnen. 2. Mose 20,24 durchgeführt.
Im August 1978 wurde über eine grundlegende Renovierung der erst 17 Jahre alten Kirche nachgedacht. Auslöser war eine Fehlkonstruktion der Heizungsanlage, die Erneuerung der Luftfilteranlage und Wünsche zur Umgestaltung der Kirchenräume für Veranstaltungen anderer Art, einen Raum für Gemeindefeste und für größere Gruppenveranstaltungen mit einer variablen Bestuhlung. Der Umbau und die Renovierung wurden genehmigt und am dritten Advent, dem 16. Dezember 1979 mit einem Gottesdienst abgeschlossen.

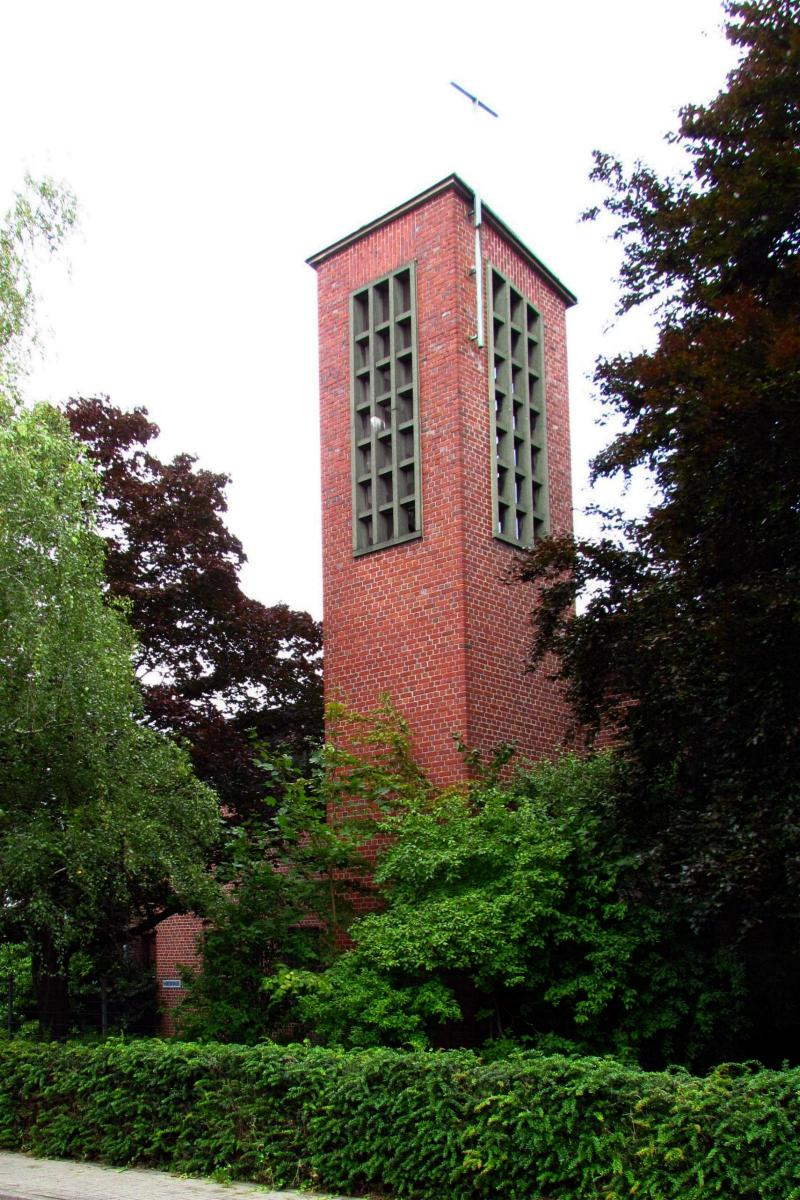
Ansicht Kirchturm
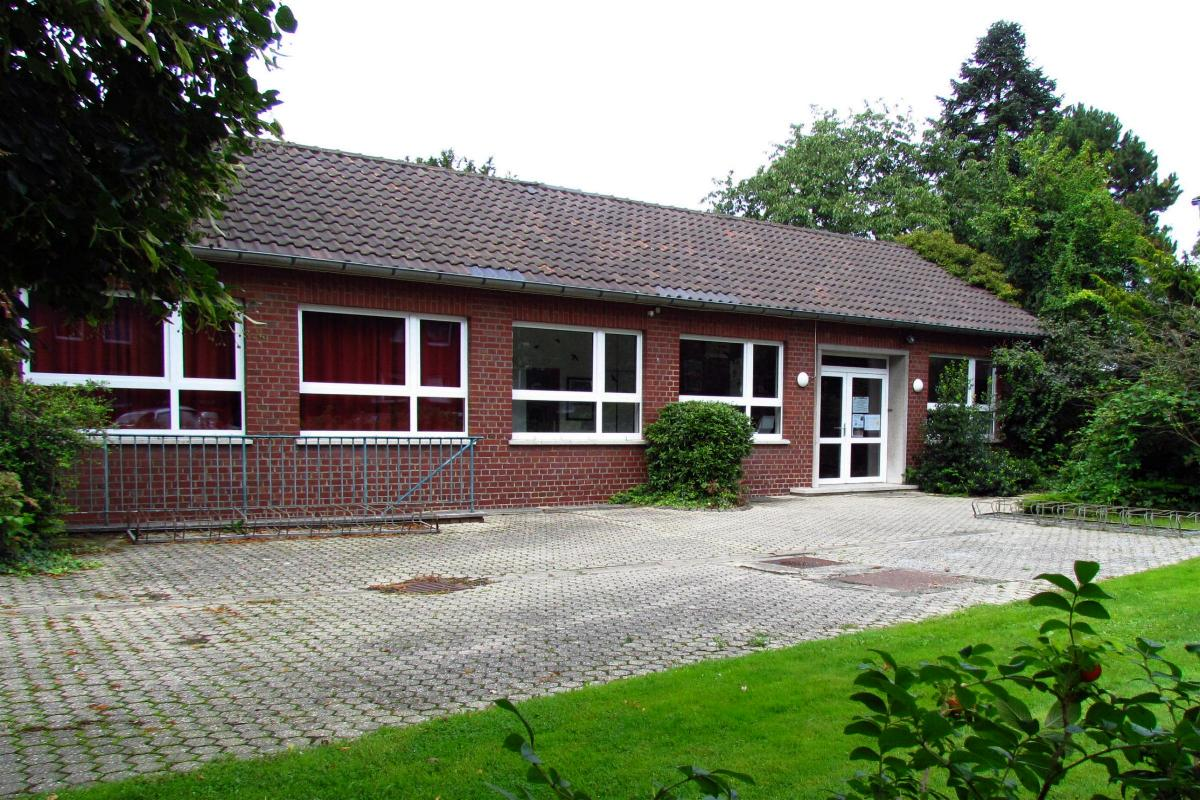
Kirchenanbau Jugendfreizeitheim

### Heutige Nutzung
Die Kirche wurde 2021 als solche aufgegeben und geschlossen. 2022 begann der Umbau zu einem Jugend- und Gemeindezentrum. Im Altarraum wird eine kleine Räumlichkeit zur Verfügung stehen, um weiterhin kleine Gottesdienstfeiern abzuhalten. Eine regelmäßige Nutzung als Gottesdienststätte der evangelischen Gemeinde wird es nicht mehr geben, der Hauptsitz jener Gemeinde ist nun die evangelische Zeltkirche in Gerderath. Im gleichen Zuge wurden das Bürogebäude und das Pfarrhaus neben der Kirche gänzlich abgerissen.
Im Frühjahr 2023 wurden massive statische Probleme am Kirchturm festgestellt. Er wurde daher im Zuge der Umbauarbeiten bis auf eine Höhe von 4,5 Metern abgerissen und mit einem Betonaufsatz in ähnlicher Form nach oben hin abgeschlossen. Die Glocke wurde vorher ausgebaut und wurde eingelagert. Sie soll später auf einem Sockel in der Kirche aufgestellt werden und an die alte Kirche erinnern.

## Beschreibung

### Kirchenfenster

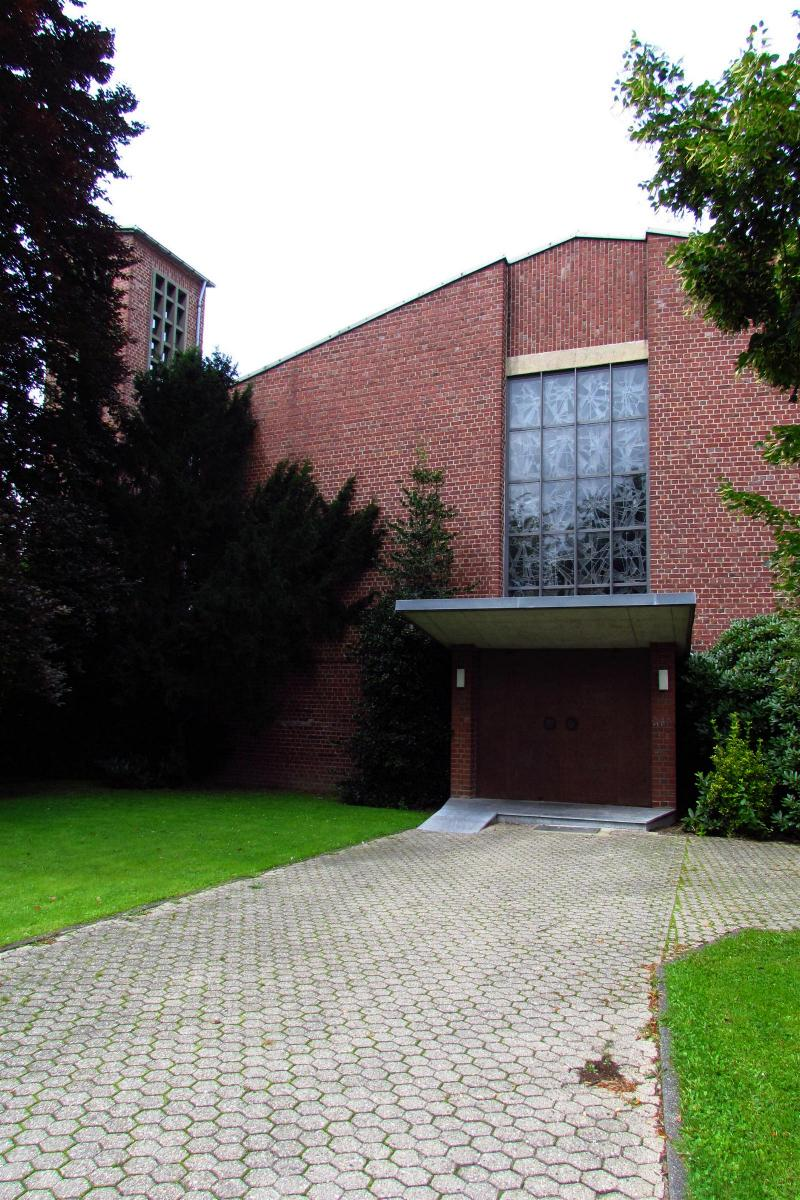
Eingang mit dem Kirchenfenster darüber

Im März 1961 besuchte Baurat Schulz von der Landeskirche die Kirchengemeinde und erklärte das alle ihm vorgelegten Entwürfe für das Kirchenfenster nicht genehmigungsreif seien. Man ersuchte die Firma Oythmann in Linnich für neue Entwürfe des Kirchenfensters. Im April 1961 wurden zwei Entwürfe von der Künstlerin Hilgers vorgelegt, welche die Zustimmung von Baurat Schulz ebenfalls nicht erhielten. Nach einer Beratung entschloss man sich den Kunstmaler Walter Heinrich Putfarken aus Düsseldorf aufzufordern entsprechende Entwürfe einzureichen. Von Putfarken wurden drei Entwürfe für das Kirchenfenster vorgelegt, wobei ein Ornamentenentwurf keinen Anklang fand. Die beiden anderen Symbolentwürfe wurden anerkannt und nach der Einholung der Kostenvoranschläge bei den Unternehmen Firma Oythmann und Firma Hähle wählte man am 27. Juli 1961 den Entwurf „Freie Komposition“ einstimmig aus. Das Fenster besteht aus insgesamt 20 Fensterabschnitten, vier in der Breite und fünf in der Höhe, jedoch verdeckt die Empore im Innenraum zwei Reihen der Fensterabschnitte.
Das Kirchenfenster wurde von der Stiftung Forschungsstelle Glasmalerei des 20. Jahrhunderts e.V (Mönchengladbach) wie folgt beschrieben:
Ein sehr schönes und typisches Werk der 1960er Jahre: Vorherrschende Grautöne, mit einigen Farbtupfern aufgelockert, durchaus vergleichbar mit den Glasmalereien in der Lutherkirche in Recklinghausen-Bruch, die eine gewisse Parallele in der Sternstruktur aufweisen. Der Rot-Gelb-Blau-Akkord, wie ihn noch die 1950er Jahre liebten, ist hier einer Farbzurückhaltung gewichen, die dem Kircheninneren eine größere Lichtflut erlaubt.

## Orgel
Auf der Empore stand nach dem Bau der Kirche ein altes Harmonium, welches in der örtlichen Realschule für die Gottesdienste verwendet wurde. Ein Kauf einer eigenen Orgel war aufgrund der nicht vorhandenen Finanzmittel nicht möglich. Nach der Renovierung der Kirche in den Jahren 1978/79 erwarb man eine kleine elektronische Orgel, die man im Chorraum platzierte, damit ein Kontakt zwischen dem Organisten, der Kirchengemeinde und dem Pfarrer gegeben war.

## Glocken
Im Turm der Friedenskirche hängt nur eine Glocke der Firma Rincker mit einem unbekannten Gussjahr. Sie schlägt im Ton b′ und ist auf die nicht weit entfernte katholische St.-Johannes-der-Täufer-Kirche abgestimmt.